# Pflugerville

Pflugerville est une ville située principalement dans le comté de Travis avec une petite partie dans le  comté de Williamson, au Texas, aux États-Unis,.

## Démographie
Lors du recensement de 2010, la ville comptait une population de 46 936 habitants. Elle est estimée, en 2017, à 63 359 habitants.

## Personnalités liées
- Eugene Lee Yang (né en 1986), réalisateur, acteur et célébrité d'Internet.

### Source de la traduction
- (en) Cet article est partiellement ou en totalité issu de l’article de Wikipédia en anglais intitulé « Pflugerville, Texas » (voir la liste des auteurs).